# Sabélio
Sabélio (A.D. ? - 215 D.C), foi um teólogo cristão, provavelmente nascido na Líbia ou Egito. A sua fama iniciou-se quando foi para Roma, tornando-se líder daqueles que aceitaram a doutrina do monoteísmo modalista. Foi excomungado pelo Papa Calixto I em 220.

## Deus trino, triúno ou único?

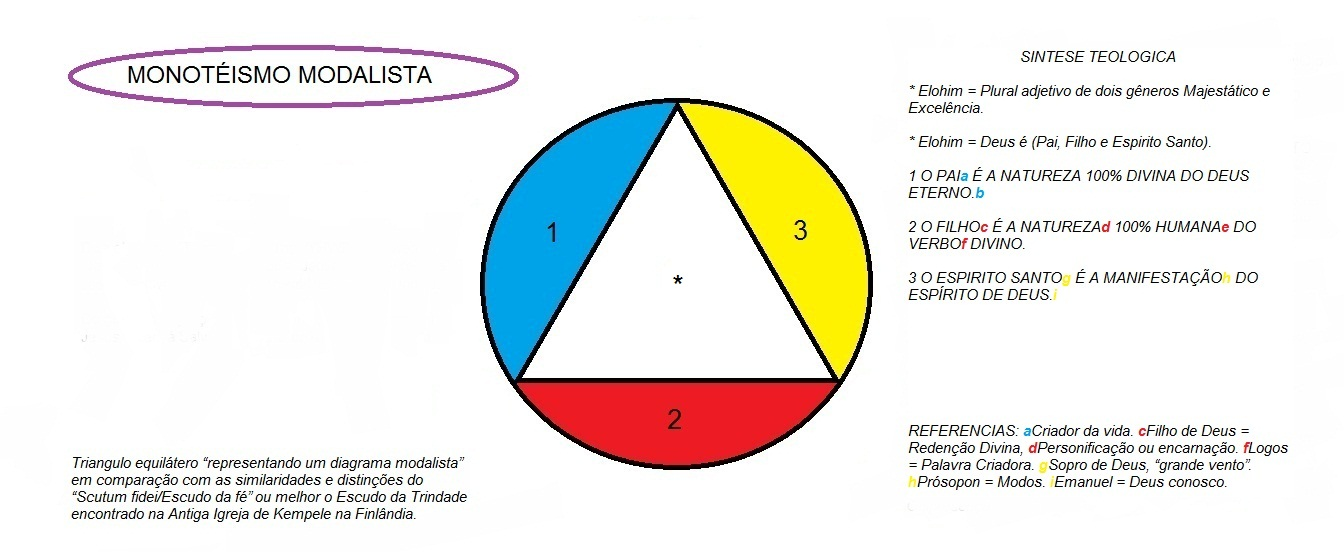

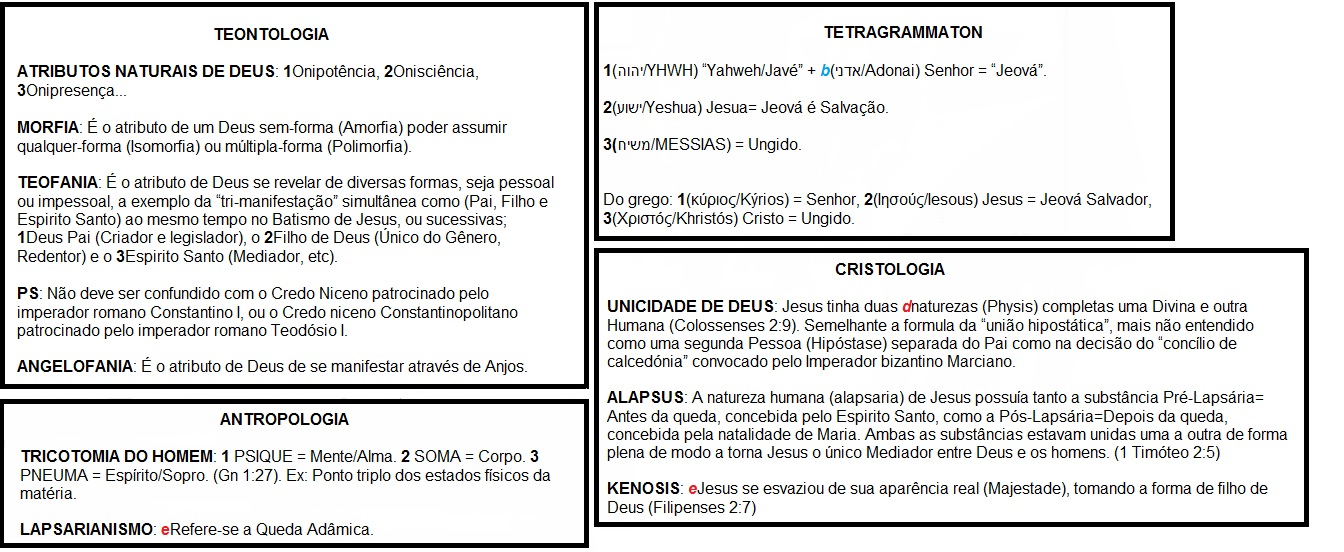

Sabélio opôs-se a doutrina tradicional da Igreja, a Trindade: onde há três "pessoas" no Ser divino: Deus Pai, Deus Filho e Deus Espírito Santo, onde segundo ele teria sido inspirada em trindades pagãs, a exemplo a tríade capitolina, o que geraria um triteísmo bíblico, contrario a Êxodo 20:3 e Deuteronômio 5:7.
Em vez da trindade, Sabélio defende-o a crença em um "cristo pantocrator", parte de um monoteísmo modalista para explicar a tríplice manifestação do mesmo Deus, onde a onipresença de Deus se encontrava em Jesus Cristo e na manifestação do Espírito Santo de Deus (paracletos) ao mesmo tempo.
O termo criado por Tertuliano "trindade" é inexistente na Bíblia, já a palavra unicidade usada por seus seguidores teria inspiração em referencias a Deuteronômio 6:4 ou Judas 1:25...

## Substância de Deus
Com isto Deus, teria uma substância indivisível, mas partilhada em três atividades fundamentais, ou modos, manifestando-se sucessivamente como o Pai (criador e legislador), Filho (o redentor), e o Espírito Santo (o criador da vida, e a divina presença consoladora). Efetivamente Sabélio negava "qualquer distinção entre os termos substância (ousía) e hipóstase (hypóstasis) aplicáveis às três pessoas na trindade, de tal modo que, entre elas, não existiria nenhuma diferença, uma vez que são perfeitamente iguais…
Para os Sabelianos, o Pai, o Filho e o Espírito Santo compartilham, sim, da mesma e única substância (nos termos da homoioúsios – semelhante na substância) e também da mesma e única hipóstase, mas se constituem numa mesma e única "pessoa" (prósôpa), ou seja, num indivíduo indistinto, manifestando-se, porém, em formas ou figuras distintas, segundo as necessidades...

## As duas naturezas de Cristo
Diferentemente dos arianos e outros defensores do subordinacionismo divino, os sabelianos acreditam em um monarquianismo modalista, onde qualquer natureza humana, inclusive a de Jesus, era subordinada a sua natureza divina, chamada de Jeová e também de Deus o pai. Motivo este por que Cristo orava e pedia frequentemente ao Pai, tinha fome e ate mesmo foi morto na cruz.
Os sabelianos concordam em parte com os trinitários em relação a "união hipostática" das duas natureza de Cristo, mas, diferente destes, afirmavam que a hipóstase de Jesus é somente uma com o Pai, ou seja, não havendo distinção hipóstatica entre Pai e Filho, e sim modos transitórios do mesmo ser. 
O termo Sabelianismo foi posteriormente usado para incluir todas as ideias que se agregaram às crenças de Sabélio e seus seguidores.